# حفلة موسيقية لبنغلاديش
الحفلة الموسيقية لبنجلاديش (أو "البنغالية ديش" هو الاسم الذي أُعطي لحفلين منفصلتين نظمهما عازف الجيتار السابق في فرقة البيتلز جورج هاريسون والسيد الهندي رافي شانكار. عُقدت الحفلات في الساعة 2:30 و 8:00 مساء يوم الأحد 1 أغسطس 1971 ، في حديقة ماديسون سكوير في مدينة نيويورك. نظمت العروض لزيادة الوعي الدولي وتمويل جهود الإغاثة للاجئين من شرق باكستان( الآن تُسمى بنغلاديش) ، في أعقاب الإبادة الجماعية ذات الصلة بحرب بنغلاديش. تبعت الحفلات الموسيقية ألبومًا موسيقيًا مبيعًا موسيقيًا، ومجموعة موسيقيّة محزّزة بثلاث قوائم، وفيلم وثائقي موسيقي من مجموعة أفلام ابل، افتتحت في دور السينما في ربيع عام 1972.
كان هذا الحدث أول حفل موسيقي من نوعه على الإطلاق من هذا الحجم حيث ضم مجموعة رائعة من فناني الأداء الذين شملوا هاريسون وزميله السابق بيتل رينجو ستار وبوب ديلان وإريك كلابتون وبيلي بريستون وليون راسل والفرقة بادفينغر. بالإضافة إلى ذلك، قام شانكار وعلي أكبر خان - اللذان كان لهما جذور أسلاف في بنغلاديش - بمجموعة افتتاحية من الموسيقى الكلاسيكية الهندية. بعد عقود من الزمن قال شانكار عن النجاح الساحق للحدث: "في يوم واحد، عرف العالم كله اسم بنغلاديش. كانت مناسبة رائعة."

## روابط خارجية
- حفلة موسيقية لبنغلاديش على موقع IMDb (الإنجليزية)
- حفلة موسيقية لبنغلاديش على موقع الموسوعة البريطانية (الإنجليزية)